# Подзорово
Подзорово — археологічна пам'ятка, стоянка. Розташована на береговому підвищенні лівого берега річки Вороніж за 1,5 км нижче за течією від села Старе Тарбеєво Мічуринського району Тамбовської області.
Розкопувалася М. Є. Фоссом у 1953 році й Всеволодом Левенком у 1969 році. М. Є. Фосс відкрила 200 метрів квадратних. У південній частині пам'ятки зафіксована ділянка з пізньонеолітичним шаром. У верхньому шарі стоянки виявлена кераміка бронзової доби.
Потужність культурного шару досягала 5,5 метри. Характерна кераміка з ямково-гребінчастим візерунком, типологічно близька нижньому горизонту Долговської стоянки, залягала тут разом з ранньої дніпро-донецькою культурою.
Матеріал Подзоровської стоянки та неолітичних пам'яток сточища річки Цна типові для рязансько-долговської неолітичної культури й датується 4000-2500 роками до Р.Х..
У Подзорово були виявлені залишки рибальської споруди — крила заколювання, зробленого з тонкої скіпи хвойного дерева. За радіовуглецевим аналізом, вік цих залишків 2880—2760 років до Р. Х..
Дослідження стоянки Подзорово допомогло виділенню середньодонської культури раннього неоліту з її характерною накольчатою керамікою з ареалом поширення культури у Верхньому й Середньому Наддонні.